# Ossen (Hautes-Pyrénées)
Ossen ist eine französische Gemeinde mit 233 Einwohnern (Stand 1. Januar 2022) im Département Hautes-Pyrénées in der Region Okzitanien. Sie gehört zum Kanton Lourdes-1 und zum Arrondissement Argelès-Gazost. 

## Lage
Sie ist umgeben von folgenden Nachbargemeinden:
|        | Lourdes                                     | Aspin-en-Lavedan |
| Ségus  | Kompassrose, die auf Nachbargemeinden zeigt | Viger            |
| Ouzous | Agos-Vidalos                                |                  |

## Bevölkerungsentwicklung

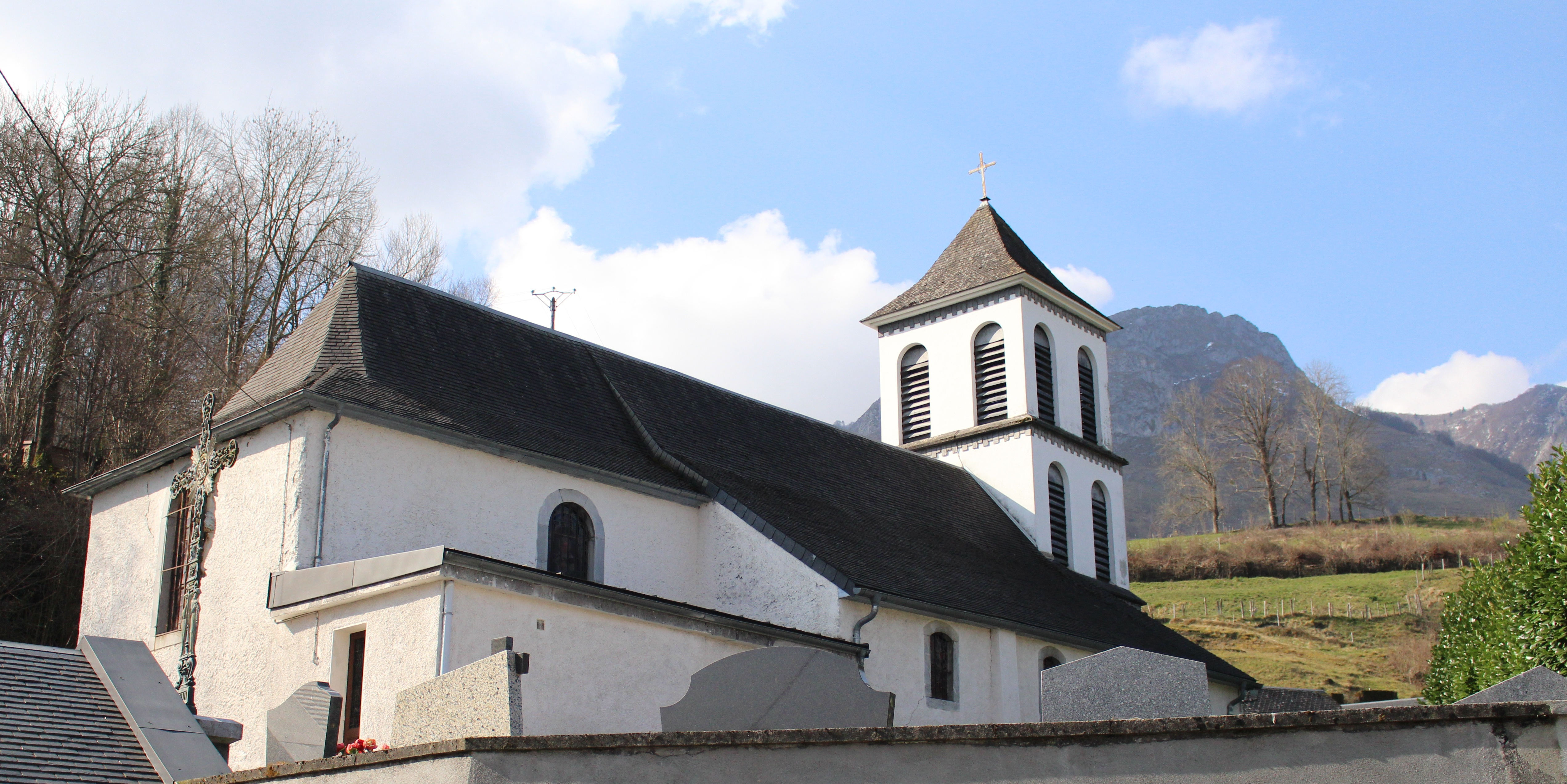
romanische Kirche Saint-Jacques

| Jahr                       | 1962 | 1968 | 1975 | 1982 | 1990 | 1999 | 2008 | 2016 |
| -------------------------- | ---- | ---- | ---- | ---- | ---- | ---- | ---- | ---- |
| Einwohner                  | 233  | 231  | 202  | 175  | 183  | 168  | 192  | 229  |
| Quellen: Cassini und INSEE |      |      |      |      |      |      |      |      |